# National Basketball Association 1976-1977
La stagione della National Basketball Association 1976-1977 fu la 31ª edizione del campionato NBA. La stagione si concluse con la vittoria dei Portland Trail Blazers, che sconfissero i Philadelphia 76ers per 4-2 nelle finali NBA.

## Squadre partecipanti
Nel 1976 ci fu una parziale fusione tra la NBA e la rivale ABA. Quattro team dell'ABA vennero assorbiti dalla NBA: i New York Nets, i Denver Nuggets, gli Indiana Pacers ed i San Antonio Spurs.
- Atlanta Hawks
- Boston Celtics
- Buffalo Braves
- Chicago Bulls
- Cleveland Cavaliers
- Denver Nuggets
- Detroit Pistons
- G.S. Warriors
- Houston Rockets
- K.C. Kings
- Indiana Pacers

- L.A. Lakers
- Milwaukee Bucks
- Utah Jazz
- N.Y. Knicks
- N.Y. Nets
- Phoenix Suns
- Philadelphia 76ers
- Portland T. Blazers
- San Antonio Spurs
- Seattle S.Sonics
- Washington Bullets

## Classifica finale

### Eastern Conference
| Squadra            | V  | P  | %    | GB |
| ------------------ | -- | -- | ---- | -- |
| Philadelphia 76ers | 50 | 32 | 61,0 | -  |
| Boston Celtics     | 44 | 38 | 53,7 | 6  |
| New York Knicks    | 40 | 42 | 48,8 | 10 |
| Buffalo Braves     | 30 | 52 | 36,6 | 20 |
| New York Nets      | 22 | 60 | 26,8 | 28 |

| Squadra             | V  | P  | %    | GB |
| ------------------- | -- | -- | ---- | -- |
| Houston Rockets     | 49 | 33 | 59,8 | -  |
| Washington Bullets  | 48 | 34 | 58,5 | 1  |
| San Antonio Spurs   | 44 | 38 | 53,7 | 5  |
| Cleveland Cavaliers | 43 | 39 | 52,4 | 6  |
| New Orleans Jazz    | 35 | 47 | 42,7 | 14 |
| Atlanta Hawks       | 31 | 51 | 37,8 | 18 |

### Western Conference
| Squadra           | V  | P  | %    | GB |
| ----------------- | -- | -- | ---- | -- |
| Denver Nuggets    | 50 | 32 | 61,0 | -  |
| Chicago Bulls     | 44 | 38 | 53,7 | 6  |
| Detroit Pistons   | 44 | 38 | 53,7 | 6  |
| Kansas City Kings | 40 | 42 | 48,8 | 10 |
| Indiana Pacers    | 36 | 46 | 43,9 | 14 |
| Milwaukee Bucks   | 30 | 52 | 36,6 | 20 |

| Squadra                  | V  | P  | %    | GB |
| ------------------------ | -- | -- | ---- | -- |
| Los Angeles Lakers       | 53 | 29 | 64,6 | -  |
| Portland Trail Blazers C | 49 | 33 | 59,8 | 4  |
| Golden State Warriors    | 46 | 36 | 56,1 | 7  |
| Seattle SuperSonics      | 40 | 42 | 48,8 | 13 |
| Phoenix Suns             | 34 | 48 | 41,5 | 19 |

## Vincitore
| Campione NBA 1976-1977             |
| ---------------------------------- |
| Portland Trail Blazers (1º titolo) |

## Statistiche
| Categoria             | Giocatore           | Squadra                | Stat |
| --------------------- | ------------------- | ---------------------- | ---- |
| Punti per gara        | Pete Maravich       | New Orleans Jazz       | 31,6 |
| Rimbalzi per partita  | Bill Walton         | Portland Trail Blazers | 14,4 |
| Assist per gara       | Don Buse            | Indiana Pacers         | 8,5  |
| Palle rubate per gara | Don Buse            | Indiana Pacers         | 3,5  |
| Stoppate per gara     | Bill Walton         | Portland Trail Blazers | 3,2  |
| FG%                   | Kareem Abdul-Jabbar | Los Angeles Lakers     | 57,9 |
| FT%                   | Ernie DiGregorio    | Buffalo Braves         | 94,5 |

## Premi NBA
- NBA Most Valuable Player Award: Kareem Abdul-Jabbar, Los Angeles Lakers
- NBA Rookie of the Year Award: Adrian Dantley, Buffalo Braves
- NBA Coach of the Year Award: Tom Nissalke, Houston Rockets
- NBA Executive of the Year Award: Ray Patterson, Houston Rockets
- All-NBA First Team:
  - Elvin Hayes, Washington Bullets
  - David Thompson, Denver Nuggets
  - Kareem Abdul-Jabbar, Los Angeles Lakers
  - Pete Maravich, New Orleans Jazz
  - Paul Westphal, Phoenix Suns
- All-NBA Second Team:
  - Julius Erving, Philadelphia 76ers
  - George McGinnis, Philadelphia 76ers
  - Bill Walton, Portland Trail Blazers
  - George Gervin, San Antonio Spurs
  - Jo Jo White, Boston Celtics
- All-Defensive First Team:
  - Bobby Jones, Denver Nuggets
  - E.C. Coleman, New Orleans Jazz
  - Bill Walton, Portland Trail Blazers
  - Don Buse, Indiana Pacers
  - Norm Van Lier, Chicago Bulls
- All-Defensive Second Team:
  - Jim Brewer, Cleveland Cavaliers
  - Jamaal Wilkes, Golden State Warriors
  - Kareem Abdul-Jabbar, Los Angeles Lakers
  - Brian Taylor, Kansas City Kings
  - Don Chaney, Los Angeles Lakers
- All-Rookie Team:
  - John Lucas, Houston Rockets
  - Mitch Kupchak, Washington Bullets
  - Scott May, Chicago Bulls
  - Adrian Dantley, Buffalo Braves
  - Ron Lee, Phoenix Suns